# Bangayéni
Ne doit pas être confondu avec Bangaye.
Bangayéni est une commune rurale située dans le département de Thion de la province de la Gnagna dans la région de l'Est au Burkina Faso.

## Santé et éducation
Le centre de soins le plus proche de Bangayéni est le centre de santé et de promotion sociale (CSPS) de Thion.